# Isabel Kleefeld

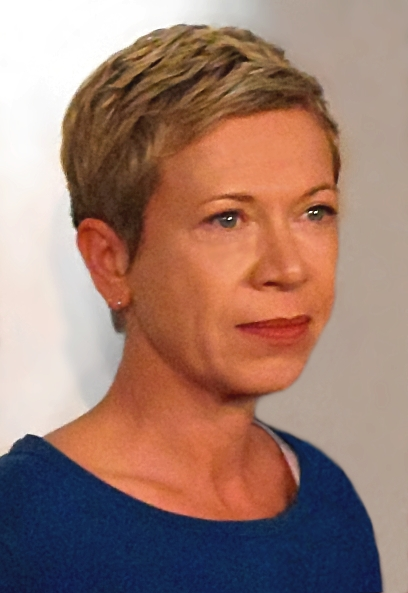
Isabel Kleefeld (2013)

Isabel Kleefeld (* 1966 in Düsseldorf) ist eine deutsche Regisseurin und Drehbuchautorin.

## Leben
Isabel Kleefeld studierte Publizistik, Theaterwissenschaft und Politik an der FU Berlin und Gesellschafts- und Wirtschaftskommunikation an der UdK Universität der Künste Berlin.
Von 1992 bis 2000 arbeitete sie als Regieassistentin für diverse deutsche Kino- und Fernsehfilmproduktionen mit namhaften Regisseuren wie Lars Becker, Detlev Buck, Oliver Hirschbiegel, Rainer Kaufmann, Sönke Wortmann, Christian Zübert und anderen zusammen.
Bei dem Fernsehfilm Schluss mit lustig führte sie 2001 erstmals selbst Regie. 2005 wurde sie für die Regie von Das Gespenst von Canterville mit dem Bayerischen Fernsehpreis ausgezeichnet, 2007 für Buch und Regie von Arnies Welt mit dem Grimme-Preis. Drei Grimme-Preis-Nominierungen folgten, 2007 für Unter Verdacht: Ein neues Leben, 2015 für Weiter als der Ozean, 2019 für Aufbruch in die Freiheit. 2013 erhielt der Thriller Im Netz eine Nominierung für den Prix Europa, 2013 wurde er mit dem Sonderpreis Regie beim Deutschen Fernsehkrimipreis und 2014 mit der Gold World Medal beim New York Filmfestival ausgezeichnet. 2018 erhielt Aufbruch in die Freiheit den Produzentenpreis beim Filmfest Hamburg, 2019 den Deutschen Fernsehpreis und die Goldene Kamera, den International Abu Prize als bester Fernsehfilm sowie den Regiepreis der Deutschen Akademie für Fernsehen. 2020 wurde Eine harte Tour mit dem deutschen Fernsehpreis für beste Regie und Drehbuch ausgezeichnet.

## Filmografie

### Regie
- 2001: Schluss mit lustig (Fernsehfilm)
- 2003: Königskinder (Fernsehfilm)
- 2005: Das Gespenst von Canterville (Fernsehfilm)
- 2005: Arnies Welt (Fernsehfilm)
- 2006: Mord auf Rezept (Fernsehfilm)
- 2006: Unter Verdacht – Ein neues Leben (Fernsehreihe)
- 2007: Hilfe! Hochzeit! – Die schlimmste Woche meines Lebens (Fernsehserie)
- 2008: Unter Verdacht – Die falsche Frau (Fernsehreihe)
- 2009: Schlaflos (Fernsehfilm)
- 2009: Mama kommt! (Fernsehfilm)
- 2010: Blond bringt nix (Fernsehfilm)
- 2012: Ruhm (Kinofilm)
- 2012: Familie Windscheidt – Der ganz normale Wahnsinn (Fernsehfilm)
- 2013:  Im Netz (Fernsehfilm)
- 2014: Weiter als der Ozean (Fernsehfilm)
- 2014: Sein gutes Recht (Fernsehfilm)
- 2015: Besser als Du (Fernsehfilm)
- 2015: Chuzpe – Klops braucht der Mensch! (Fernsehfilm)
- 2017: Zweibettzimmer (Fernsehfilm)
- 2017: Was ich von dir weiß (Fernsehfilm)
- 2018: Aufbruch in die Freiheit (Fernsehfilm)
- 2019: Die Informantin – Der Fall Lissabon (Fernsehfilm)
- 2020: Eine harte Tour (Fernsehfilm)
- 2021: Dreiraumwohnung (Fernsehfilm)
- 2021: Sugarlove (Fernsehfilm)
- 2023: Liebes Kind (Serie)

### Creative Producerin
- 2023: Liebes Kind (Serie)

### Drehbuch
- 2004: Drechslers zweite Chance – Rewrite (Fernsehfilm)
- 2005: Das Gespenst von Canterville (Fernsehfilm)
- 2005: Arnies Welt (Fernsehfilm)
- 2006: Mord auf Rezept (Fernsehfilm)
- 2008: Unter Verdacht: Die falsche Frau (Fernsehreihe), gemeinsam mit Oliver Pautsch
- 2012: Ruhm (Kinofilm)
- 2013: Unter Verdacht: Grauzone (Fernsehreihe), gemeinsam mit Oliver Pautsch
- 2017: Was ich von dir weiß (Fernsehfilm)
- 2019: Die Informantin – der Fall Lissabon (Fernsehfilm)
- 2021: Dreiraumwohnung (Fernsehfilm)
- 2023: Liebes Kind (Serie)

## Auszeichnungen
- 2005: Bayerischer Fernsehpreis für Das Gespenst von Canterville, Kategorie: Beste Regie
- 2005: Quotenmeter Award für Das Gespenst von Canterville, Kategorie: Bester Fernsehfilm
- 2007: Adolf-Grimme-Preis für Arnies Welt, Kategorie: Buch und Regie
- 2013: Deutscher Fernsehkrimipreis für Im Netz, Kategorie: Herausragende Einzelleistung: Regie
- 2014: Gold World Medal New York  für Im Netz, Kategorie: Bester Film
- 2019: Deutscher Fernsehpreis für Aufbruch in die Freiheit, Kategorie: Bester Fernsehfilm
- 2019: Goldene Kamera für Aufbruch in die Freiheit, Kategorie: Bester Fernsehfilm
- 2019: Deutsche Akademie für Fernsehen für Aufbruch in die Freiheit, Kategorie: Beste Regie
- 2019: International ABU Prizes (Asia-Pacific Broadcasting Union) best international TV drama für Aufbruch in die Freiheit, Kategorie: Bester Fernsehfilm
- 2020: Deutscher Fernsehpreis für Eine harte Tour, Kategorie: Beste Regie Fiktion